# Montesquieu-des-Albères
Montesquieu-des-Albères (katalanisch Montesquiu d’Albera) ist eine französische Gemeinde mit 1283 Einwohnern (Stand 1. Januar 2022) im Département Pyrénées-Orientales der Region Okzitanien.

## Etymologie
Der Ort hieß früher Vilanova (854). Der Name Montesquieu ist erstmals aus dem Jahr 1587 überliefert.

## Lage
Montesquieu-des-Albères liegt in der bis zu 1000 Meter hohen Bergkette der Albères, einem westlichen Ausläufer der Pyrenäen. Von Perpignan sind es etwa 35 Kilometer (Fahrtstrecke) in südlicher Richtung von Elne etwa 20 Kilometer in südwestlicher Richtung. Die beiden Kleinstädte St-André-de-Sorède und Saint-Génis-des-Fontaines mit ihren berühmten romanischen Tympana liegen etwa 13 Kilometer bzw. 7 Kilometer nordöstlich von Montesquieu.

## Bevölkerungsentwicklung
| Jahr      | 1968 | 1975 | 1982 | 1990 | 1999 | 2007 |
| Einwohner | 333  | 329  | 510  | 753  | 824  | 1142 |

Der stetige Anstieg der Bevölkerung ist auf die Tatsache zurückzuführen, das einige Franzosen sich in der Umgebung kleine Altersruhesitze gebaut haben und jetzt dort leben.

## Wirtschaft
Neben etwas Landwirtschaft und Weinanbau, die jedoch im Wesentlichen nur der Selbstversorgung dienen, leben die Bewohner von Montesquieu von Rentnern und anderen Zugewanderten aus anderen Teilen Frankreichs.

## Geschichte
In der Antike führte die Via Domitia nur wenige Kilometer an Montesquieu vorbei; in der Nachbargemeinde Ste-Marie-du-Vilar finden sich noch Überreste eines römischen Wachturms. Um das Jahr 1080 wurde in der nahen Umgebung von Montesquieu eine Burg errichtet, von der noch Ruinen zeugen. Die Kirche St-Saturnin wurde nur wenig später erbaut. Aus dem Jahr 1385 ist eine Nachricht erhalten, die vom Verkauf mehrerer Dörfer (Baronie, französisch baronnie) an Berengar III. von Oms berichtet. Die Familie Oms blieben die Herren von Montesquieu bis zum Jahr 1682, als in einem Prozess entschieden wurde, das die Baronie an die französische Krone, d. h. an Ludwig XIV., fallen sollte. In der Zeit der Französischen Revolution, d. h. in den Jahren 1793/4, besetzten spanische Truppen die Stadt in der Hoffnung, das Roussillon wieder zurückgewinnen zu können. In der Schlacht von Boulou (1. Mai 1794) fanden diese Hoffnungen ein Ende.

## Sehenswürdigkeiten

### Sonstige
- Auf einem Hügel in der Ortsmitte befinden sich die Ruinen der mittelalterlichen Burg (château). Der untere Teil des Donjons ist noch erkennbar.
- Im örtlichen Museum (Besichtigung auf Anfrage) sind kleinere Exponate aus den letzten 2000 Jahren ausgestellt.

## Städtepartnerschaft
Montesquieu-des-Albères unterhält eine Städtepartnerschaft mit der katalanischen Gemeinde Biure in der Comarca Alt Empordà.